# تشارلي خواكيم
تشارلي خواكيم (21 يوليو 1920 في الولايات المتحدة - 17 مارس 2002 بسان فرانسيسكو في الولايات المتحدة) (بالإنجليزية: Charlie Joachim)‏ هو مدرب كرة سلة ولاعب كرة سلة أمريكي في مركز مدافع مسدد الهدف. لعب مع Youngstown Bears ‏.

## وصلات خارجية
- تشارلي خواكيم على موقع سبورتس رفرنس (الإنجليزية)